# Equips de la temporada 1996/97 de la Primera Divisió Espanyola
A la temporada 1996/1997 de la primera divisió espanyola hi van participar fins a 22 equips, sent la darrera ocasió en què tal nombre de participants prenien part a la màxima categoria del futbol d'aquest país. La lliga 96/97 també va ser la primera després de l'entrada en funcionament de la Llei Bosman, amb la qual es va obrir a nombrosos futbolistes comunitaris, que ja no ocupaven plaça d'estranger. La lliga va ser guanyada pel Reial Madrid i baixaren cinc equips, quatre de forma directa (CD Logroñés, Hèrcules CF, Sevilla FC i CF Extremadura) i un per promoció, el Rayo Vallecano. Va ser la temporada de debut a la categoria del CF Extremadura.
Els jugadors que van participar en cada equip van ser els següents, ordenats per nombre de partits disputats.

## Reial Madrid
| - Raúl 42 - 21 gols - Alkorta 40 - Illgner 40 - Hierro 39 - 6 gols - Suker 38 - 24 gols - Mijatovic 38 - 14 gols - Seedorf 38 - 6 gols - Roberto Carlos 37 - 5 gols - Víctor 36 - 5 gols - Redondo 33 - 1 gol - Alkorta 28 - Amavisca 26 - Sanchis 22 - Panucci 19 - 2 gols | - Milla 19 - Chendo 16 - Guti 14 - Secretario 13 - Lasa 13 - Zé Roberto 9 - Álvaro 7 - Fernando Sanz Durán 6 - García Calvo 6 - Cañizares 2 - Petkovic 2 - Irurtzun 1 - Buyo 0 |

Entrenador: Fabio Capello 42

## FC Barcelona
| - Guardiola 38 - Vítor Baía 37 - Ronaldo 37 - 34 gols - Figo 36 - 4 gols - Luis Enrique 35 - 17 gols - Sergi 34 - 1 gol - Pizzi 33 - 9 gols - De la Peña 33 - 2 gols - Giovanni 30 - 7 gols - Popescu 29 - 4 gols - Blanc 28 - 1 gol - Nadal 27 - 1 gol - Fernando Couto 26 - Amor 26 | - Stòitxkov 22 - 7 gols - Abelardo 21 - 3 gols - Ferrer 18 - Amunike 19 - 1 gol - Roger 16 - 2 gols - Òscar 14 - 4 gols - Cuéllar 8 - Busquets 4 - Celades 4 - Bakero 4 - 1 gol - Arnau 1 - Vucevic 0 - Lopetegi 0 |

Entrenador: Bobby Robson 42

## Deportivo de La Corunya
| - Rivaldo 41 - 21 gols - Donato 39 - 3 gols - Nando 38 - 1 gol - Armando 38 - 1 gol - Songo'o 37 - Naybet 34 - 1 gol - Martins 33 - 13 gols - Manjarín 33 - 3 gols - Mauro Silva 32 - Đukić 29 - Fran 25 - Renaldo 23 - 5 gols - Hélder 22 - Bonnissel 20 - Alfredo 19 - Paco 19 | - Madar 17 - 3 gols - Flávio Conceição 12 - 1 gol - Martín Vázquez 12 - 2 gols - Txiki Begiristain 10 - 2 gols - David 9 - Deus 7 - Viqueira 7 - Maikel 6 - Kouba 4 - Voro 3 - Canales 1 - Nuno 1 - Ribera 0 - Milovanovic 0 - Aira 0 - Padín 0 |

Entrenador: John Benjamin Toshack 23, José Manuel Corral García 1, Carlos Alberto Silva 18

## Reial Betis
| - Alfonso 41 - 25 gols - Prats 40 - Alexis 38 - 6 gols - Jarni 36 - 5 gols - Merino 36 - Finidi 36 - 10 gols - Roberto Rios 36 - 3 gols - Pier 34 - 9 gols - Cañas 32 - 2 gols - Vidakovic 30 - 1 gol - Nađ 30 - Olias 28 - 5 gols - Bjelica 27 - 2 gols | - Kowalczyk 26 - 6 gols - Jaume Quesada 24 - Sabas 23 - 3 gols - Luís Fernández 18 - Márquez 11 - Ureña 10 - Josete 9 - 1 gol - Varela 3 - Capi 2 - Redondo 2 - Jaro 2 - Quico 0 - Stosic 0 |

Entrenador: Llorenç Serra Ferrer 42

## Atlètic de Madrid
| - Molina 41 - Santi 37 - 2 gols - Pantic 37 - 5 gols - Kiko 36 - 13 gols - Esnáider 35 - 16 gols - Toni 34 - 1 gol - Bejbl 33 - 2 gols - Aguilera 31 - 2 gols - Simeone 31 - 3 gols - Geli 30 - 1 gol - Solozábal 30 - Caminero 30 - 14 gols - Vizcaíno 28 - 2 gols - Roberto 27 - 2 gols | - López 25 - Biagini 22 - 1 gol - Juan Carlos 20 - 3 gols - Prodan 17 - 4 gols - Paunović 16 - 1 gol - Pablo Alfaro 11 - Ezquerro 4 - Tomic 3 - Fortune 2 - Ricardo 1 - Ivo 1 - Yordi 1 - Ivan Rocha 0 |

Entrenador: Radomir Antić 42

## Athletic Club de Bilbao
| - Ziganda 42 - 17 gols - Iñigo Larrainzar 39 - 1 gol - Alkiza 39 - 3 gols - Urzaiz 38 - 16 gols - Guerrero 38 - 15 gols - Larrazábal 37 - 5 gols - Urrutia 37 - Karanka 37 - 1 gol - Etxeberria 35 - 6 gols - Jose Maria 33 - 2 gols - Goikoetxea 31 - Valencia 23 - Oskar Vales 23 - Imanol Etxeberria 19 - Bolo 19 - 1 gol | - Carlos García 17 - 3 gols - Lizarazu 16 - Korino 15 - Felipe Guréndez 13 - Andrinua 8 - 1 gol - Edu Alonso 8 - Estíbariz 4 - Tabuenka 4 - Mikel Kortina 2 - 1 gol - Álvaro Pérez 1 - Raúl Otxoa 0 - Mendiguren 0 - Espadas 0 - Neira 0 |

Entrenador: Luis Miguel Fernández Toledo 42

## Reial Valladolid
| - Víctor 42 - 16 gols - Santamaría 41 - César Sánchez 40 - Fernando 38 - 11 gols - Quevedo 37 - 10 gols - Edú 37 - Gutiérrez 35 - Soto 33 - 5 gols - Torres Gómez 32 - Peternac 31 - 6 gols - Peña 30 - Juan Carlos 27 - Julio César 25 - Benjamín 25 - 6 gols | - Raúl 23 - 1 gol - Harold Lozano 22 - 1 gol - Antía 17 - Elduayen 3 - Marcos 11 - Ramón 8 - David Gómez 5 - Turiel 4 - Jiménez 1 - Ruiz 0 - Vara 0 - Mosquera 0 - Christiano 0 |

Entrenador: Vicente Cantatore Socci 42

## Reial Societat
| - Alberto 42 - Loren 38 - Fuentes 38 - Aranzábal 37 - 1 gol - Pikabea 37 - 1 gol - De Pedro 37 - 8 gols - Mutiu 36 - 6 gols - Albistegi 35 - 1 gol - Kovačević 35 - 8 gols - De Paula 33 - 3 gols - Gracia 32 - 5 gols - Craioveanu 32 - 8 gols | - Idiakez 32 - 4 gols - Luis Pérez 27 - 1 gol - Imaz 26 - Mild 25 - 1 gol - Juan Gómez 18 - Uria 9 - Yaw 7 - Imanol 7 - Aldeondo 2 - 1 gol - Raúl Iglesias 1 - Aranburu 1 - Olabe 0 |

Entrenador: Javier Iruretagoyena Amiano 42

## CD Tenerife
| - Chano 36 - 5 gols - Ojeda 35 - Juanele 35 - 8 gols - Vivar Dorado 33 - 4 gols - Neuville 33 - 5 gols - Antonio Mata 32 - Felipe 32 - 7 gols - Ballesteros 31 - 1 gol - Pinilla 31 - 7 gols - Alexis 31 - 1 gol - César Gómez 30 - Llorente 30 - 3 gols - Jokanovic 30 - 10 gols | - Kodro 25 - 6 gols - Vidmar 25 - 1 gol - Pablo Paz 23 - 3 gols - Robaina 21 - 3 gols - Dani 20 - 1 gol - Conte 13 - 1 gol - Motaung 13 - Rojas 7 - 1 gol - Andersson 5 - Nyathi 5 - Domingo 1 - Marino 1 - Hapal 0 |

Entrenador: Juup Heynckes 42

## València Club de Futbol
| - Zubizarreta 41 - Patxi Ferreira 36 - 4 gols - Karpin 36 - 6 gols - Engonga 35 - 2 gols - Moya 35 - 7 gols - José Ignacio 34 - 1 gol - Claudio López 32 - 3 gols - Romero 31 - 2 gols - Mendieta 30 - 1 gol - Fernando 29 - 1 gol - Eskurza 25 - 1 gol - Vlaović 24 - 8 gols - Leandro 23 - 8 gols - Otero 22 | - Cáceres 21 - Poyatos 20 - 1 gol - Gàlvez 19 - 4 gols - Farinòs 18 - 1 gol - Iñaki 14 - 1 gol - Ortega 12 - 7 gols - Javi Navarro 12 - Sietes 9 - Iván Campo 7 - 1 gol - Camarasa 6 - Romário 5 - 4 gols - Bartual 2 - Rubén Navarro 2 - Luis López 1 |

Entrenador: Luis Aragonés 13, José Manuel Rielo Talens 1, Jorge Alberto Valdano Castellano 28

## SD Compostela
| - Fabiano 39 - 6 gols - Passi 38 - 1 gol - Lekumberri 38 - Mauro 38 - 1 gol - Manuel 37 - 2 gols - Pènev 35 - 16 gols - Bellido 34 - 1 gol - Nacho 33 - 2 gols - Ohen 33 - 17 gols - Popov 27 - 1 gol - Galdames 24 - Villena 23 - José Ramón 21 - William 20 - 1 gol | - Falagán 19 - Paco Llorente 18 - Rafa 16 - Viedma 16 - 1 gol - Chiba 15 - 2 gols - Eraña 15 - Saula 13 - Pirri Mori 12 - Fernando 7 - Sastre 4 - Christensen 4 - 1 gol - Mauricio 3 - Toni 0 |

Entrenador: Fernando Vázquez Pena 42

## RCD Espanyol
| - Lardin 42 - 9 gols - Cristóbal 39 - 1 gol - Torres Mestre 38 - Arteaga 37 - 4 gols - Pochettino 37 - 3 gols - Toni 34 - Herrera 34 - Bogdanovic 34 - 1 gol - Brnovic 32 - Ouédec 27 - 8 gols - Benítez 26 - 5 gols - Luis Cembranos 24 - 3 gols - Pralija 24 - 3 gols - Cobos 22 - 1 gol - Nando 22 - Francisco 19 - 1 gol | - Pacheta 18 - Javi 15 - 3 gols - Aldana 10 - Raducioiu 10 - 5 gols - Tamudo 10 - 2 gols - Raul 8 - Lemoine 7 - Soldevilla 4 - Andjelkovic 3 - Favio 2 - Àngel Morales 1 - Jaime Molina 1 - Toril 0 - Miguel 0 - Àlex Fernández 0 |

Entrenador: José Ródenas Carcelén 19, Vicente Miera 9, Francisco Flores Lajusticia 14

## Racing de Santander
| - Ceballos 40 - Zalazar 39 - 4 gols - Diego López 39 - 1 gol - Javi López 36 - Correa 36 - 12 gols - Jaime 36 - Merino 35 - 4 gols - Bestxàstnikh 35 - 10 gols - Schürrer 33 - 4 gols - Txema 32 - 2 gols - Billabona 30 - 1 gol - Arpón 25 - 1 gol - Alberto 21 - 7 gols - Faizulin 21 - 2 gols - Álvaro 20 - 2 gols - Morán 20 | - Sànchez Jara 18 - Esteban Torre 14 - 1 gol - Iñaki 13 - Petkovic 9 - Shustikov 8 - Ulianov 6 - Ismael 4 - Mora 4 - Torrecilla 4 - Marcos 3 - Munitis 2 - Pinillos 0 - Paco Sanz 0 - Suances 0 - Roncal 0 |

Entrenador: Marcos Alonso Peña 42

## Reial Saragossa
| - Solana 39 - Poyet 38 - 14 gols - Morientes 37 - 15 gols - Aguado 37 - 1 gol - Garitano 37 - 3 gols - Belsué 36 - Santi Aragón 36 - 3 gols - Higuera 34 - 6 gols - Gustavo López 33 - 4 gols - Dani 33 - 5 gols - Kily González 30 - 3 gols - Juanmi 27 - Radímov 25 - 2 gols | - Gilmar 22 - Nayim 21 - 1 gol - Konrad 18 - Cuartero 18 - Soler 15 - Garcia Sanjuán 12 - Quique 9 - Pardeza 8 - Seba 1 - Belman 1 - Loreto 0 - Iñigo 0 |

Entrenador: Víctor Fernández Braulio 11, José Manuel Fernández Nieves 1, Víctor Rodolfo Espárrago Videla 9, Luis Costa Juan 21

## Sporting de Gijón
| - Ablanedo II 40 - Nikiforov 38 - 2 gols - Tomás 38 - 4 gols - Villarroya 38 - 2 gols - Marcos Vales 37 - 1 gol - Lediàkhov 36 - 3 gols - David Cano 35 - 4 gols - Bango 31 - 5 gols - Pablo 30 - Sergio 29 - 1 gol - Cheryshev 28 - 8 gols - Luna 23 - 4 gols - Giner 22 - Rónald Gómez 21 - 2 gols - Oliete 20 - 1 gol | - Souza 20 - Velasco 19 - 1 gol - Avelino 19 - Julio Salinas 16 - 6 gols - Acebal 11 - Dani Bouzas 8 - Yekini 4 - Álex 4 - 1 gol - Hugo Pérez 3 - Eloy 3 - Rubén Blaya 2 - Liaño 2 - Juanjo 1 - Aitor 1 - Urbano 1 |

Entrenador: Benito Floro Sanz 34, Miguel Ángel Montes Busto 8

## Celta de Vigo
| - Mazinho 40 - 3 gols - Merino 37 - 3 gols - Dutruel 36 - Revivo 35 - 5 gols - Patxi Salinas 32 - Eusebio 32 - Dutuel 32 - 1 gol - Juan Sánchez 32 - 4 gols - Mostovoi 31 - 5 gols - Del Solar 29 - 1 gol - Gudelj 29 - 13 gols - Alejo 28 - 2 gols - Ratkovic 28 - 3 gols - Javi González 24 - 1 gol - Agirretxu 20 | - Adriano 20 - Berges 19 - 1 gol - Geli 17 - 2 gols - Josema 17 - Prieto 12 - 1 gol - Bajcetic 11 - 1 gol - Moisés 8 - 2 gols - Tàrraga 7 - Diezma 6 - Villanueva 1 - Dacosta 1 - Lakabeg 0 - Belenguer 0 - Desio 0 |

Entrenador: Fernando Castro Santos 42

## Reial Oviedo
| - Oli 41 - 20 gols - Manel 39 - 1 gol - Mora 38 - Iván 37 - 4 gols - Onopko 37 - Gamboa 35 - 2 gols - Toni Velamazán 34 - 2 gols - Berto 32 - Maqueda 31 - 7 gols - Christiansen 31 - Paulo Bento 30 - 2 gols - Abel Xavier 27 | - Rivas 27 - 1 gol - Stojkovski 26 - 1 gol - Borrelli 26 - 1 gol - Ivan Ania 23 - 2 gols - César 19 - Dubovsky 17 - 4 gols - Gay 13 - Suárez 8 - Cano 4 - Losada 2 - Rafa 1 - Jaime 1 |

Entrenador: Juan Manuel Lillo Díez 34, José Antonio Novo 8

## Rayo Vallecano
| - Contreras 41 - Ezequiel Castillo 39 - 4 gols - Alcázar 38 - 2 gols - Cota 38 - 1 gol - José Maria 38 - 1 gol - De Quintana 37 - 1 gol - Klimowicz 34 - 11 gols - Moreau 33 - 2 gols - Ameli 30 - 1 gol - Muñiz 30 - Andrijasevic 28 - 5 gols - Barla 28 - Martín González 27 | - Radchenko 26 - 1 gol - Guilherme 22 - 14 gols - Cortijo 19 - Abdellaoui 16 - Míchel 2 - Roberto Peragón 2 - España 1 - Gallego 1 - Valentín Buiza 1 - Víctor Sanz 0 - Palacios 0 - Fernando 0 - Edu 0 |

Entrenador: Francisco García Gómez 23, Fernando Zambrano Sánchez 6, Maximino Hernández Sánchez 13

## CF Extremadura
| - Montiel 41 - Ito 39 - 1 gol - Soler 39 - Pedro José 38 - 2 gols - Juanito 38 - 3 gols - Quique Estebaranz 37 - 1 gol - Duré 35 - 8 gols - Padilla 34 - 1 gol - Ferreira 32 - 2 gols - Pineda 31 - 4 gols - Cortés 30 - Silvani 25 - 7 gols - Basualdo 23 - 1 gol | - Navarro Montoya 23 - Amador 19 - Gluscevic 18 - 2 gols - Iván Pérez 16 - Tirado 15 - 1 gol - Verde 15 - Antonio 11 - 2 gols - Félix 11 - José 9 - Garcia Pimienta 4 - Rangel 1 - Abadal 0 |

Entrenador: Jesús María Saéz Ortuondo 42

## Sevilla Futbol Club
| - Ramis 39 - 1 gol - Marcos 37 - 1 gol - Salva 34 - 12 gols - Tsiartas 32 - 8 gols - Almeyda 28 - Rafa Paz 28 - 2 gols - Monchi 26 - Onésimo 24 - 1 gol - Prieto 23 - Aranalde 22 - Galván 22 - 2 gols - José Mari 21 - 7 gols - Prosinečki 20 - 4 gols - Tevenet 20 - 2 gols - Rytter 18 - Martagón 17 - Unzué 16 - Jiménez 16 | - Gómez 15 - Velasco 13 - Loren 12 - 4 gols - Carlos 11 - Marinakis 11 - Mornar 11 - 2 gols - Oulida 10 - 3 gols - Hibić 9 - Luque 9 - Colusso 9 - Jelicic 5 - Bebeto 5 - Asian 4 - Arturo 2 - Pepelu 2 - Corona 2 - Jesuli 1 |

Entrenador: José Antonio Camacho Alfaro 21, Julián Rubio Sánchez 17, Antonio Álvarez Giráldez 1, Carlos Salvador Bilardo 3

## Hèrcules CF
| - Pavličić 38 - 6 gols - Alfaro 38 - 15 gols - Amato 36 - 2 gols - Paquito 36 - 3 gols - Lledó 33 - Rodríguez 27 - 1 gol - Ferreras 27 - Mari 24 - Diego López 23 - 2 gols - Parra 22 - Višnjić 22 - 2 gols - Miljanović 22 - 2 gols - Paqui 21 - Varela 21 - Antón 20 | - Maestri 20 - 2 gols - Stankovic 20 - 1 gol - Janković 18 - 1 gol - Mokh 18 - Palomino 18 - Sandro 18 - Artner 13 - Longhi 13 - Rufai 10 - Huard 10 - Morant 13 - Carmelo 4 - Caturla 1 - Benito Sánchez 0 - Ivars 0 |

Entrenador: Ivan Brzic 11, Humberto de la Cruz Núñez Cubillas 1, Enrique Hernández Martí 30

## CD Logronyés
| - Morales 37 - 6 gols - Uriz 35 - Rubén Sosa 35 - 7 gols - Markovic 34 - 2 gols - Manel 33 - 6 gols - Castaño 31 - 2 gols - Clotet 30 - 3 gols - Jubera 30 - Canals 28 - 3 gols - Aizkorreta 27 - Tejera 27 - 1 gol - Dulce 25 - Baltierra 25 - 1 gol - Voro 22 - Abadia 22 - 1 gol - Sotero 21 | - Kientz 19 - Marín 16 - Cedrún 14 - Cavas 13 - Kelly 12 - 1 gol - Navarro 8 - Estéfano 5 - Ivan Rocha 5 - Jordi 4 - Mino 4 - Adzic 3 - Jauregi 1 - David Díez 1 - Llona 1 - Zaizen 0 - Santiesteban 0 |

Entrenador: Miguel Ángel Lotina Oruechebarría 10, Ignacio Martín Solanas 2, Líber Arispe 7, Carlos Daniel Aimar 23